# Lynne Karen Deutsch
Lynne Karen Deutsch (Chicago, 26 de novembro de 1956 - Acton, 2 de abril de 2004) foi uma astrofísica norte-americana especializada na astronomia de raios infravermelhos e na fabricação de instrumentos para seu estudo, a que se deve o desenho e construção da seguinte geração de câmara infravermelha para telescópios terrestres. Como professora destacou-se por seu activo trabalho animando as estudantes a dedicarem-se à ciência, sendo referência e mentora para as jovens interessadas em desenvolver uma carreira científica.